# Roland Thöni
Roland Thöni (talora italianizzato in Rolando Thoeni; Stelvio, 17 gennaio 1951 – Bolzano, 4 aprile 2021) è stato uno sciatore alpino italiano.

## Biografia
Sciatore polivalente nativo di Trafoi e cugino di Gustav, a sua volta sciatore alpino, Roland Thöni in Coppa del Mondo ottenne il primo risultato di rilievo il 7 febbraio 1971 nello slalom speciale di Mürren, classificandosi 7º. Il 1972 fu il suo anno migliore: il 13 febbraio vinse la medaglia di bronzo nello slalom speciale agli XI Giochi olimpici invernali di Sapporo 1972, sua prima presenza olimpica; con lui sul podio il cugino Gustav, argento, e lo spagnolo Francisco Fernández Ochoa, oro. Disputò anche lo slalom gigante, classificandosi 27º. Un mese dopo in Coppa del Mondo nel giro di quattro giorni, dal 15 al 18 marzo, fu 8º nella discesa libera della Val Gardena, 3º nello slalom gigante sempre in Val Gardena (primo podio), poi due volte primo nello slalom speciale, a Madonna di Campiglio e a Pra Loup (ultimo podio). La sua ultima apparizione in una gara internazionale fu la discesa libera dei XII Giochi olimpici invernali di Innsbruck 1976, chiusa al 14º posto; morì il 4 aprile 2021 all'età di 70 anni in seguito a un ictus.

## Palmarès

### Olimpiadi
- 1 medaglia, valida anche ai fini dei Mondiali:
  - 1 bronzo (slalom speciale a Sapporo 1972)

### Coppa del Mondo
- Miglior piazzamento in classifica generale: 7º nel 1972
- 3 podi:
  - 2 vittorie (in slalom speciale)
  - 1 terzo posto (in slalom gigante)

#### Coppa del Mondo - vittorie
| Data          | Località             | Paese   | Specialità |
| ------------- | -------------------- | ------- | ---------- |
| 17 marzo 1972 | Madonna di Campiglio | Italia  | SL         |
| 18 marzo 1972 | Pra Loup             | Francia | SL         |

Legenda:

SL = slalom speciale

### Campionati italiani
- 4 medaglie[3]:
  - 1 oro (discesa libera nel 1973)
  - 2 argenti (slalom speciale nel 1973; discesa libera nel 1975)
  - 1 bronzo (combinata nel 1975)